# Cônego Marinho
Cônego Marinho är en kommun i Brasilien.   Den ligger i delstaten Minas Gerais, i den östra delen av landet, 400 km öster om huvudstaden Brasília. Antalet invånare är 7 089.
Omgivningarna runt Cônego Marinho är huvudsakligen savann. Runt Cônego Marinho är det mycket glesbefolkat, med 3 invånare per kvadratkilometer.